# Sămânță de pin
Sămânța de pin, sau nucă de pin, numită greșit și "muguri de pin" ,este sămânța comestibilă produsă de pini (familia Pinaceae, genul Pinus). Potrivit Organizației pentru Alimentație și Agricultură, doar 29 de specii furnizează semințe comestibile, în timp ce 20 sunt comercializate la nivel local sau internațional, deoarece dimensiunea lor este suficient de mare pentru a merita de a fi recoltată; la alți pini, semințele sunt, de asemenea, comestibile, dar sunt prea mici pentru a avea o valoare notabilă ca hrană umană.

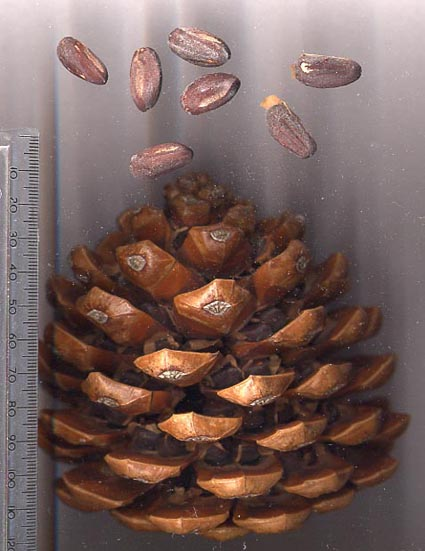
Un con de coconar cu semințele sale.

## Specii și distribuție geografică
Semințele de pin produse în Europa provin în cea mai mare parte de la coconar (Pinus pinea), plantă cultivată pentru semințele sale de peste 5.000 de ani. În foarte mică măsură este folosit și zâmbrul (Pinus cembra).
În Asia, două specii în special sunt recoltate pe scară largă; sămânța de pin coreean (Pinus koraiensis) în nord-estul Asiei (cea mai importantă specie din comerțul internațional) și de pin chilgoza (Pinus gerardiana) în vestul Himalaya. Alte patru specii, pinul siberian (Pinus sibirica), pinul pitic (Pinus pumila), pinul lui Armand (Pinus armandii) și pinul cu scoarță dantelată (Pinus bungeana), sunt de asemenea folosite într-o măsură mai mică. Rusia este cel mai mare producător de semințe de Pinus sibirica din lume, urmată de Mongolia, care produce anual peste 10.000 de tone de semințe cultivate în pădure. Cea mai mare parte a recoltei este exportată în China. Afganistanul este un producător important de semințe de pin, în spatele Chinei și Coreei.
În America de Nord, speciile principale sunt trei: pinul de Colorado (Pinus edulis), pinul cu o singură frunză (Pinus monophylla) și pinul mexican (Pinus cembroides). Celelalte opt specii de pin sunt folosite într-o mică măsură, la fel ca și pinul cenușiu (Pinus sabineana), pinul Coulter (Pinus coulteri), pinul Torrey (Pinus torreyana), pinul de zahăr (Pinus lambertiana) și pinul cvadrifol (Pinus quadrifolia).
În Statele Unite, semințele sunt recoltate în principal de comunitățile native americane și hispanice, în special în vestul și sud-vestul Statelor Unite, de către uto-aztecani Shoshone, Paiute, Navajo, Pueblo, Hopi, Washoe și Hispanicii din New Mexico. Anumite legi din Nevada garantează dreptul nativilor americani de a recolta semințe de pin.

## Polenizarea și dezvoltarea semințelor
Speciile de semințe pun un anumit timp care depinde de specia exactă (de exemplu, 36 de luni pentru o sămânță de pin stăpân) pentru a-și finaliza maturitatea; pentru a ajunge la maturitatea deplină, condițiile de mediu trebuie să fie favorabile arborelui și conului acestuia.
Pentru unele specii americane, dezvoltarea începe la începutul primăverii cu polenizare. De la mijlocul primăverii până la sfârșitul verii se formează un con micuț; conul prematur va deveni apoi și va rămâne latent (cu o încetare a creșterii) până în primăvara următoare. Conul va începe apoi creșterea până când ajunge la maturitate aproape de sfârșitul verii. Conul de pin matur este gata de recoltat cu zece zile înainte ca conul verde să înceapă să se deschidă. Conul este recoltat punându-l într-o pungă de pânză și expunându-l la o sursă de căldură, cum ar fi soarele, pentru a începe procesul de uscare. Este nevoie ca să treacă 20 de zile până când conul se deschide complet. Apoi, sămânța poate fi extrasă cu ușurință în diferite moduri. Cea mai comună și practică metodă de extracție folosită este zbaterea repetată a pungii care conține conurile pe o suprafață aspră, pentru a provoca spargerea conurilor, lăsând doar sarcina de a separa manual sămânța de reziduurile din interiorul pungii.
O altă opțiune pentru recoltare este când conul se deschide pe copac (așa cum se întâmplă în mod natural), urmat de procesul de extracție menționat mai sus. Semințele căzute pot fi adunate de sub copaci.

## Valori nutriționale
Când sunt uscate pentru a fi consumate, semințele de pin conține 2% apă, 13% carbohidrați, 14% proteine și 68% grăsimi. Într-o porție de referință de 100 de grame, semințele de pin uscate furnizează 673 kilocalorii de energie alimentară și sunt o sursă bogată (20% sau mai mult din valoarea zilnică, VZ) de numeroși micronutrienți, în special mangan (419% VZ), fosfor (82% VZ), magneziu (71% VZ), zinc (67% VZ), cupru (65% VZ), vitamina E (62% VZ), vitamina K (51% VZ) și vitaminele B, tiamina și niacina (29-35% VZ), printre altele.
Aceste semințe sunt o sursă bună de nutrienți. Sămânța de coconar (P. pinea) conține de două ori mai multe proteine decât cea de pin coreean (P. koraiensis) și pin chilgoza (P. gerardiana). Ultimele două specii, pe de altă parte, furnizează mai mulți carbohidrați și grăsimi, ambele fiind componente esențiale ale unei diete sănătoase. Semințele de P. gerardiana, în special, sunt o sursă potențial bogată de carbohidrați.

## Folosul culinar
Semințele de pin au fost consumate în Europa și Asia încă din perioada paleolitică. Acestea sunt adesea adăugate în carne, pește, salate și mâncăruri de legume sau coapte în pâine.
În bucătăria italiană se numesc pinoli și sunt o componentă esențială în sosul pesto. Uneori se folosesc și semințe de pin pentru Torta della nonna (literal „torta bunicii”). Pignoli cookies (biscuiți Pignoli), o specialitate italo-americană (în Italia acestea s-ar numi biscotti ai pinoli), sunt făcute din făină de migdale formată într-un aluat asemănător cu cel al unui macaroon și apoi acoperite cu semințe de pin.
În Catalonia, există un dulce numit „Panelete” care se face din bile mici de marțipan acoperite cu semințe de pin, la care se adaugă cu ou, și totul este ușor fiert. Semințele de pin sunt, de asemenea, prezentate în salata landaise din sud-vestul Franței. Sămânța de pin de Nevada, sau Great Basin nut, este cunoscută pentru aroma sa dulce de fructe și dimensiunea mare, și pentru ușurința de curățare. Semințele de pin sunt, de asemenea, utilizate pe scară largă în bucătăria din Orientul Mijlociu, reflectate într-o gamă diversă de feluri de mâncare, cum ar fi kibbeh, samosa și fatayer, deserturi precum baclava și multe altele.
În toată Europa și Orientul Mijlociu, semințele folosite sunt în mod tradițional de coconar. Din cauza prețului mai mic, semințele asiatice sunt deseori folosite, mai ales în preparatele mai ieftine. 
Cafeaua cu semințe de pin, cunoscută sub numele de piñón (în spaniolă pentru „sămânță de pin”), este o specialitate găsită în sud-vestul Statelor Unite, în special în New Mexico, și este de obicei o cafea cu o aromă profundă de semințe; acestea, prăjite și ușor sărate, se pot găsi adesea vândute pe marginea drumului în orașele din New Mexico pentru a fi folosite în acest scop, precum și ca o gustare.
Uleiul de semințe de pin este adăugată alimentelor pentru aromă.